# Villa Montechiaro

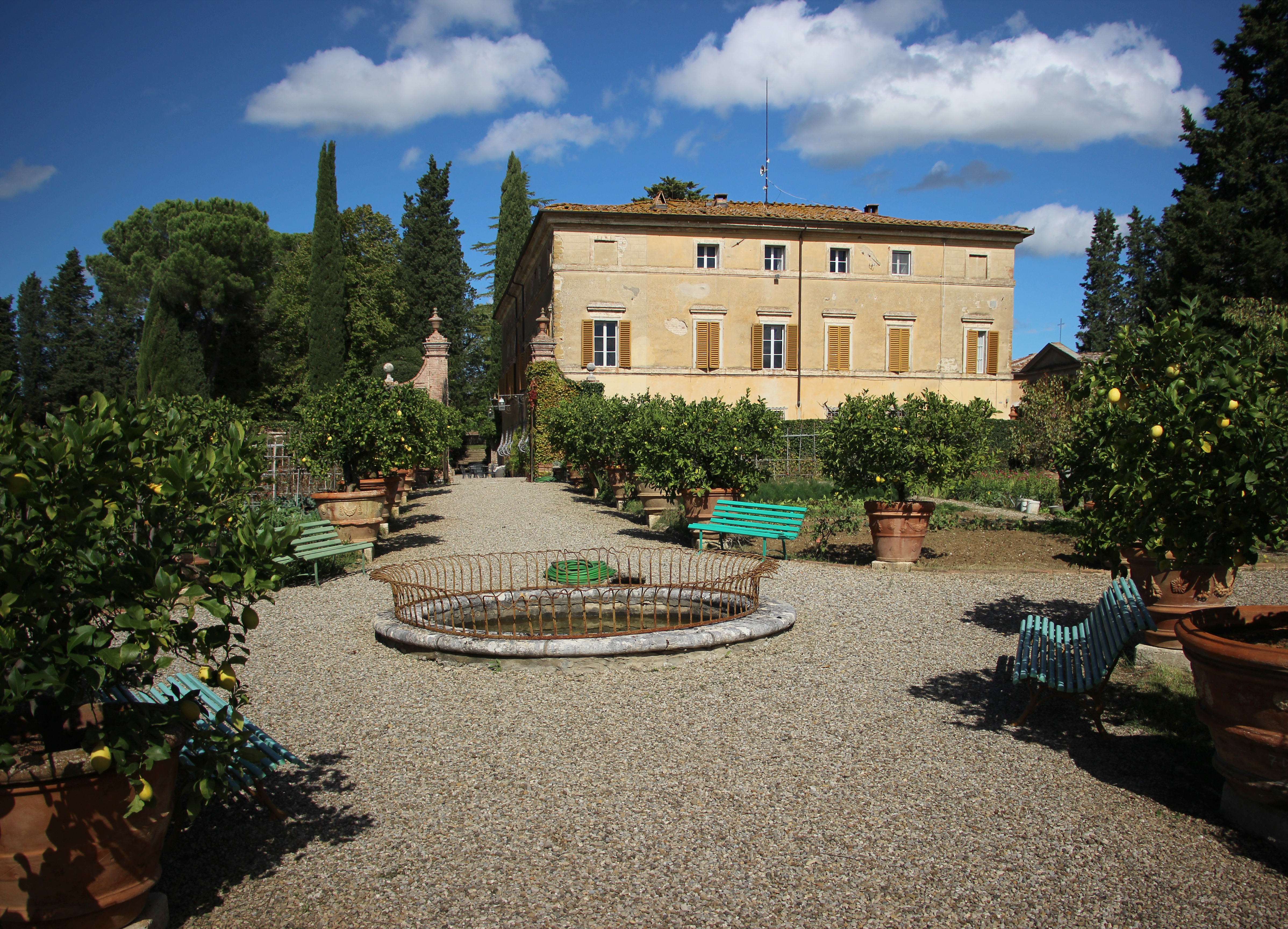
I giardini

Villa Montechiaro è un edificio storico di Siena, situato lungo l'omonima strada di Montechiaro.

## Storia
Il borgo agricolo di Montechiaro fu una delle Masse governate fin dal 1271 da un podestà senese, per il quale, nel XIV secolo, venne costruita una torre difensiva. Un secolo dopo la signoria vi fece costruire la torre che tuttora si vede nei pressi della villa.
La villa risale al XVIII secolo, costruita al centro di una tenuta agricola per la famiglia Bianchi Bandinelli. Passò poi alla famiglia Griccioli per via ereditaria.

## Descrizione
L'edificio padronale ha la forma di un parallelepipedo con un cortiletto collegato direttamente alla strada tramite un arcone. La facciata principale dà sul lato opposto, dove il giardino si apre panoramicamente verso la veduta su Siena, che dista circa 10 km. Sul prospetto si apre un portale centrale ad arco, con nove assi di finestre rettangolari, con un piano nobile e un sottotetto. 
I giardini si compongono di tre elementi principali: la spianata panoramica davanti alla villa (in parte tenuta a prato, in parte coperta da ghiaia), il giardino all'italiana a sud (composto da un frutteto e da siepi di piante aromatiche intervallate nelle stagione calda da orci con piante di agrumi) e il boschetto romantico a nord (con pescaia). Chiude a sud l'edificio della limonaia.
Intorno si trovano altri edifici già usati dai lavoranti delle campagne (oggi coltivate soprattutto a vite, olivo e seminativi) e, sull'altro lato della strada davanti alla villa, una cappella settecentesca, che all'interno gli attuali proprietari hanno arricchito di alcune opere d'arte contemporanea.

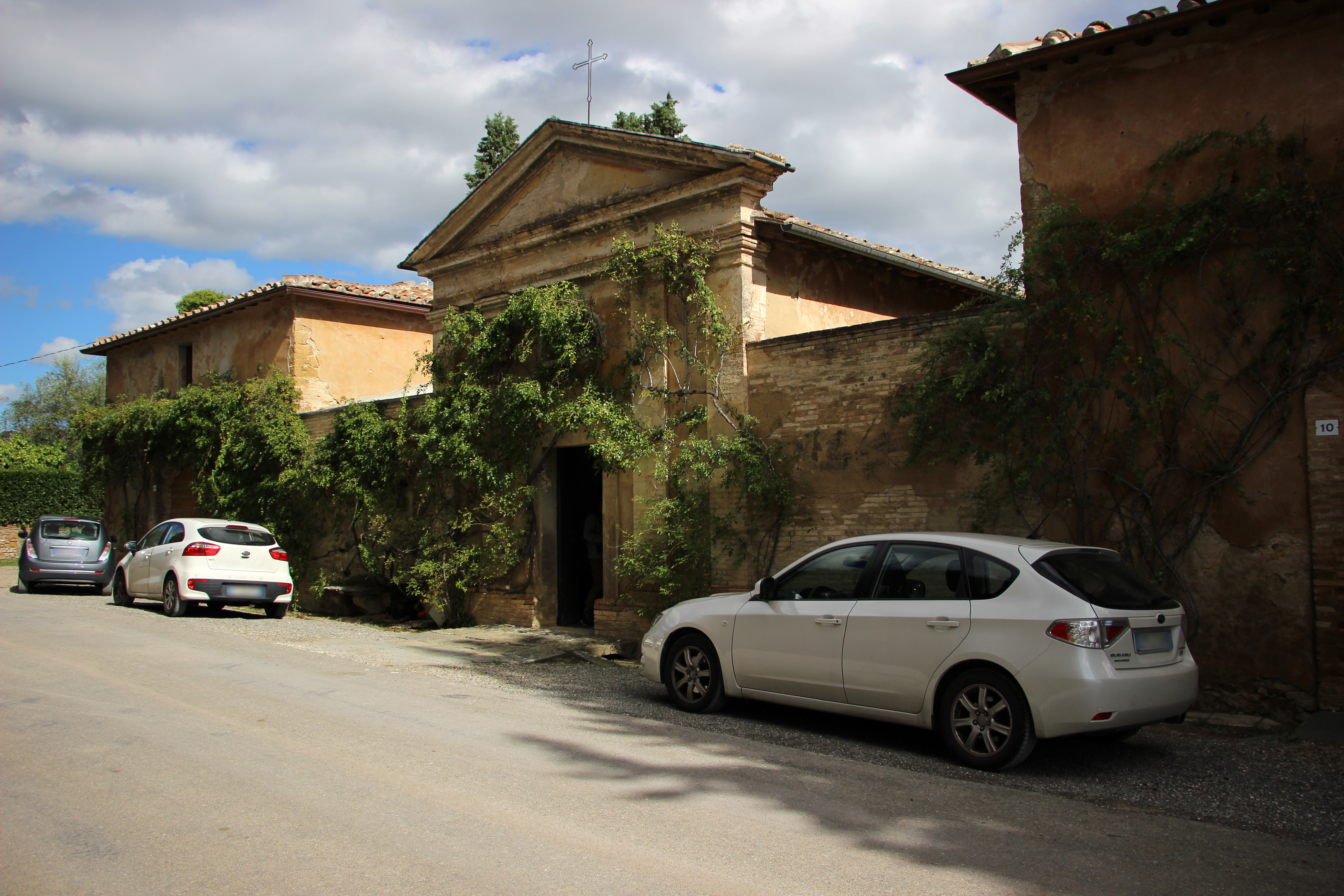
La cappella
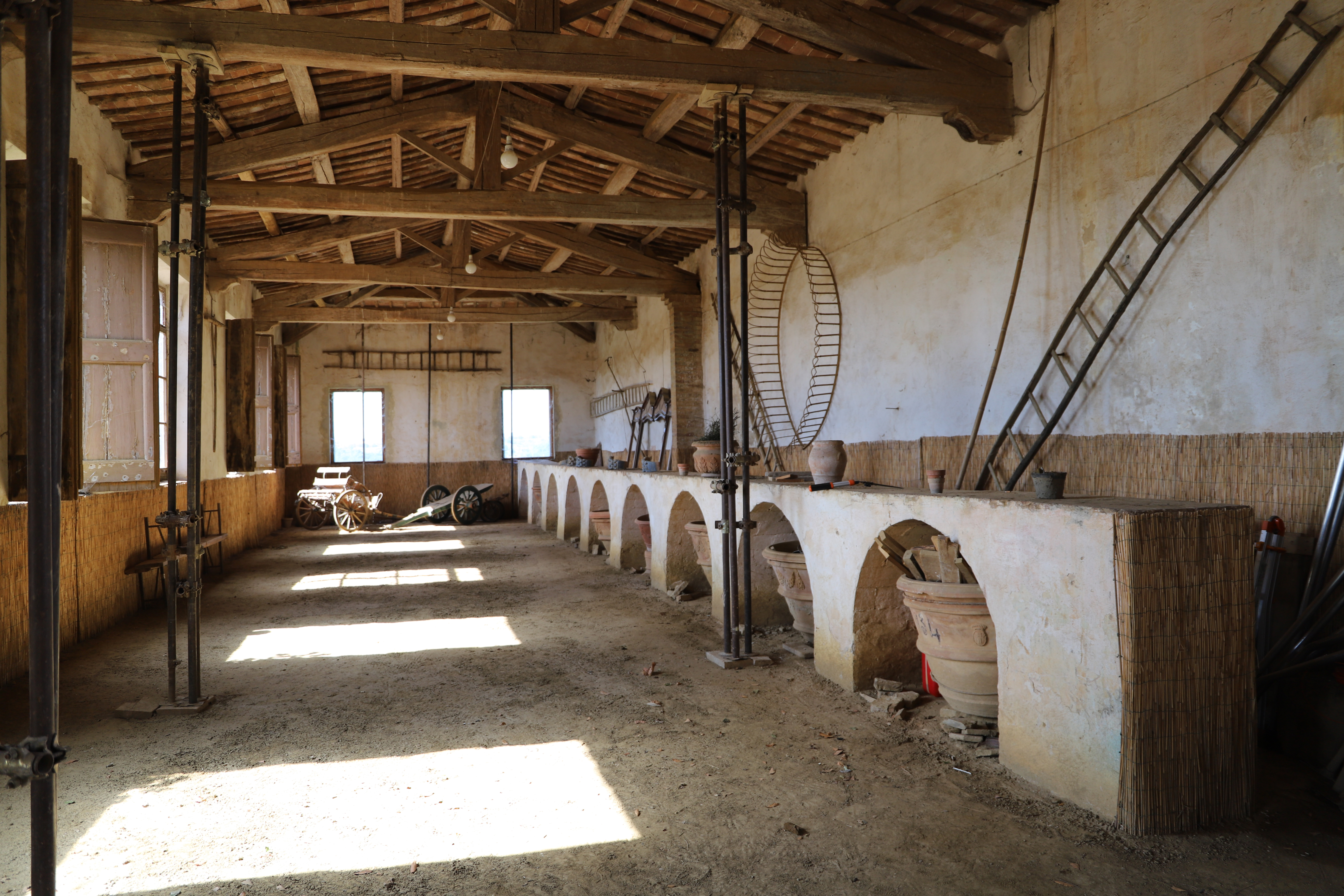
La limonaia
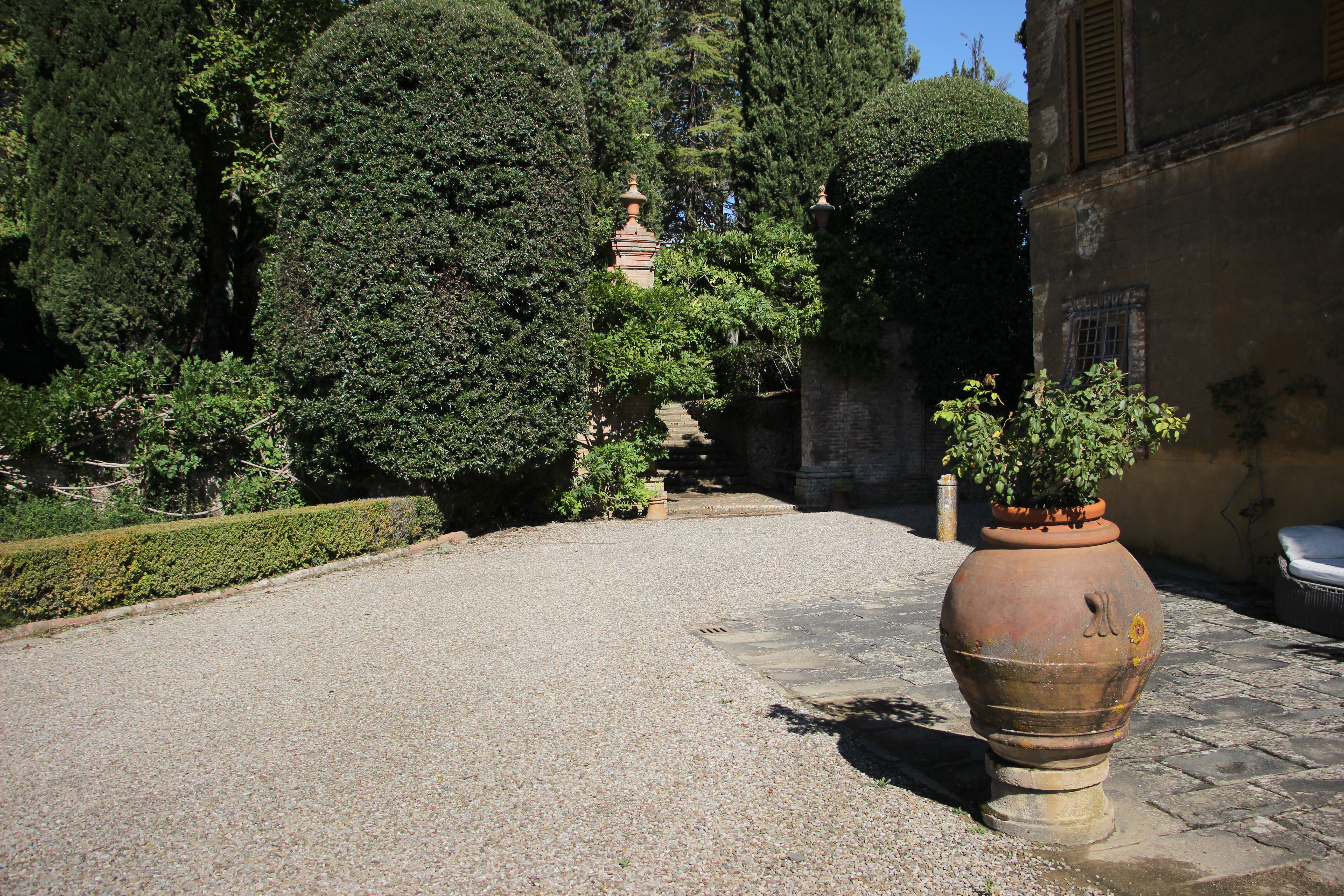
Giardini
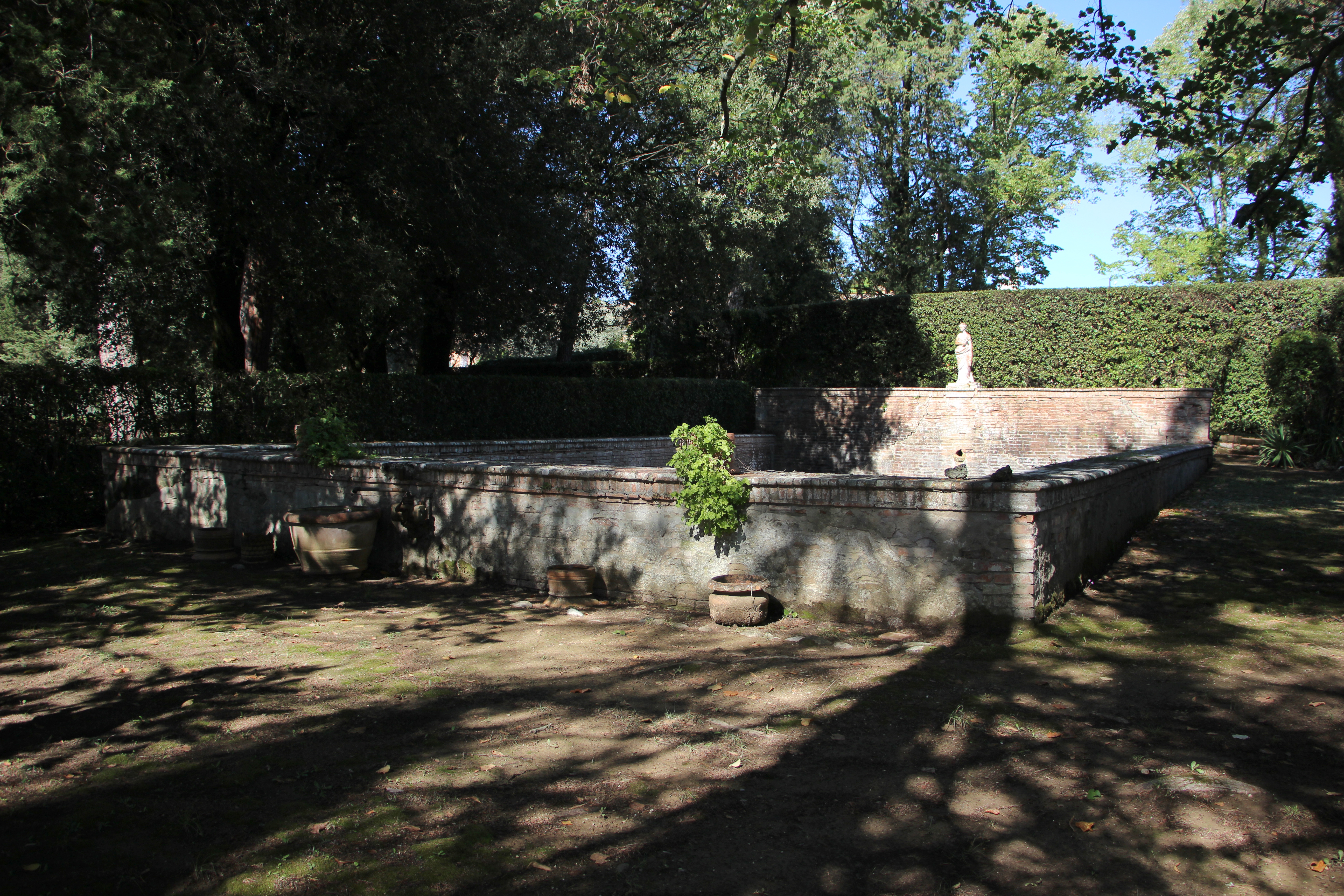
La pescaia